# Dirka po Italiji 1961
Dirka po Italiji 1961 (italijansko Giro d'Italia 1961) je 44. izvedba dirke po Italiji, tritedenske moške cestne kolesarske etapne dirke. Začela se je 20. maja v Torinu in končala 11. junija v Milanu. Sodelovalo je 170 kolesarjev iz 17-ih ekip. Rožnato majico je prvič osvojil Arnaldo Pambianco (Fides), drugo mesto Jacques Anquetil (Helyett–Fynsec–Hutchinson), tretje pa Antonio Suárez (EMI). Zeleno majico je osvojil Vito Taccone (Atala).

## Ekipe
- Atala
- Baratti
- Bianchi
- Carpano
- EMI
- Faema
- Fides
- Helyett–Fynsec–Hutchinson
- Gazzola–Fiorelli
- Ghigi
- Ignis
- Legnano
- Molteni
- Philco
- San Pellegrino
- Torpado
- VOV

## Etape
| Etapa | Datum     | Štart/Cilj                | Razdalja    | Tip         | Tip                  | Zmagovalec             |             |
| ----- | --------- | ------------------------- | ----------- | ----------- | -------------------- | ---------------------- | ----------- |
| 1     | 20. maj   | Torino – Torino           | 115 km      |             | ravninska etapa      | Miguel Poblet (ESP)    |             |
| 2     | 21. maj   | Torino – Sanremo          | 185 km      |             | gorska etapa         | Miguel Poblet (ESP)    |             |
| 3     | 22. maj   | Sanremo – Genova          | 149 km      |             | ravninska etapa      | Willy Schroeders (BEL) |             |
| 4     | 23. maj   | Cagliari – Cagliari       | 118 km      |             | ravninska etapa      | Oreste Magni (ITA)     |             |
| 5     | 24. maj   | Marsala – Palermo         | 144 km      |             | gorska etapa         | Louis Proost (BEL)     |             |
|       | 25. maj   | dan počitka               | dan počitka | dan počitka | dan počitka          | dan počitka            | dan počitka |
| 6     | 26. maj   | Palermo – Milazzo         | 224 km      |             | ravninska etapa      | Nino Defilippis (ITA)  |             |
| 7     | 27. maj   | Reggio Calabria – Cosenza | 221 km      |             | gorska etapa         | Antonio Suárez (ESP)   |             |
| 8     | 28. maj   | Cosenza – Taranto         | 237 km      |             | ravninska etapa      | Piet van Est (NED)     |             |
| 9     | 29. maj   | Castellana Grotte – Bari  | 53 km       |             | posamični kronometer | Jacques Anquetil (FRA) |             |
| 10    | 30. maj   | Bari – Potenza            | 140 km      |             | gorska etapa         | Vito Taccone (ITA)     |             |
| 11    | 31. maj   | Potenza – Teano           | 252 km      |             | gorska etapa         | Pietro Chiodini (ITA)  |             |
| 12    | 1. junij  | Gaeta – Rim               | 149 km      |             | ravninska etapa      | Renato Giusti (ITA)    |             |
| 13    | 2. junij  | Mentana – Castelfidardo   | 279 km      |             | gorska etapa         | Rik Van Looy (BEL)     |             |
| 14    | 3. junij  | Ancona – Firence          | 250 km      |             | gorska etapa         | Silvano Ciampi (ITA)   |             |
| 15    | 4. junij  | Firence – Modena          | 178 km      |             | gorska etapa         | Rik Van Looy (BEL)     |             |
| 16    | 5. junij  | Modena – Vicenza          | 207 km      |             | ravninska etapa      | Adriano Zamboni (ITA)  |             |
| 17    | 6. junij  | Vicenza – Trst            | 204 km      |             | ravninska etapa      | Rik Van Looy (BEL)     |             |
|       | 7. junij  | dan počitka               | dan počitka | dan počitka | dan počitka          | dan počitka            | dan počitka |
| 18    | 8. junij  | Trst – Vittorio Veneto    | 161 km      |             | ravninska etapa      | Renato Giusti (ITA)    |             |
| 19    | 9. junij  | Vittorio Veneto – Trento  | 249 km      |             | gorska etapa         | Willy Schroeders (BEL) |             |
| 20    | 10. junij | Trento – Bormio           | 275 km      |             | gorska etapa         | Charly Gaul (LUX)      |             |
| 21    | 11. junij | Bormio – Milano           | 214 km      |             | ravninska etapa      | Miguel Poblet (ESP)    |             |
|       | Skupaj    | Skupaj                    | 4004 km     | 4004 km     | 4004 km              | 4004 km                | 4004 km     |

## Razvrstitev po klasifikacijah
| Etapa  | Zmagovalec       | Rožnata majica ·        | Zelena majica ·                      | Ekipno |
| ------ | ---------------- | ----------------------- | ------------------------------------ | ------ |
| 1      | Miguel Poblet    | Miguel Poblet           | brez                                 | Ignis  |
| 2      | Miguel Poblet    | Miguel Poblet           | Angelo Conterno                      | Ignis  |
| 3      | Willy Schroeders | Miguel Poblet           | Angelo Conterno                      | Faema  |
| 4      | Oreste Magni     | Miguel Poblet           | Angelo Conterno                      | Faema  |
| 5      | Louis Proost     | Miguel Poblet           | Angelo Conterno                      | Faema  |
| 6      | Nino Defilippis  | Miguel Poblet           | Angelo Conterno                      | Faema  |
| 7      | Antonio Suárez   | Antonio Suárez          | Angelo Conterno in Edouard Delberghe | Faema  |
| 8      | Piet van Est     | Guillaume Van Tongerloo | Angelo Conterno in Edouard Delberghe | Faema  |
| 9      | Jacques Anquetil | Guillaume Van Tongerloo | Angelo Conterno in Edouard Delberghe | Faema  |
| 10     | Vito Taccone     | Jacques Anquetil        | Angelo Conterno in Edouard Delberghe | Faema  |
| 11     | Pietro Chiodini  | Jacques Anquetil        | Vito Taccone in Federico Bahamontes  | Faema  |
| 12     | Renato Giusti    | Jacques Anquetil        | Vito Taccone in Federico Bahamontes  | Faema  |
| 13     | Rik Van Looy     | Jacques Anquetil        | Vito Taccone in Federico Bahamontes  | Faema  |
| 14     | Silvano Ciampi   | Arnaldo Pambianco       | Vito Taccone                         | Faema  |
| 15     | Rik Van Looy     | Arnaldo Pambianco       | Vito Taccone                         | Faema  |
| 16     | Adriano Zamboni  | Arnaldo Pambianco       | Vito Taccone                         | Faema  |
| 17     | Rik Van Looy     | Arnaldo Pambianco       | Vito Taccone                         | Faema  |
| 18     | Renato Giusti    | Arnaldo Pambianco       | Vito Taccone                         | Faema  |
| 19     | Willy Schroeders | Arnaldo Pambianco       | Vito Taccone                         | Faema  |
| 20     | Charly Gaul      | Arnaldo Pambianco       | Vito Taccone                         | Faema  |
| 21     | Miguel Poblet    | Arnaldo Pambianco       | Vito Taccone                         | Faema  |
| Skupaj | Skupaj           | Arnaldo Pambianco       | Vito Taccone                         | Faema  |

## Končna razvrstitev
| Legenda | Legenda                                  | Legenda | Legenda                                    |
| ------- | ---------------------------------------- | ------- | ------------------------------------------ |
|         | Predstavlja vodilnega v skupnem seštevku |         | Predstavlja vodilnega v gorski razvrstitvi |

### Rožnata majica
| Poz. | Kolesar                       | Ekipa                     | Čas          |
| ---- | ----------------------------- | ------------------------- | ------------ |
| 1    | Arnaldo Pambianco (ITA)       | Fides                     | 111h 25' 28" |
| 2    | Jacques Anquetil (FRA)        | Helyett–Fynsec–Hutchinson | + 3' 45"     |
| 3    | Antonio Suárez (ESP)          | EMI                       | + 4' 17"     |
| 4    | Charly Gaul (LUX)             | Gazzola–Fiorelli          | + 4' 22"     |
| 5    | Guido Carlesi (ITA)           | Philco                    | + 8' 08"     |
| 6    | Hans Junkermann (GER)         | Gazzola–Fiorelli          | + 12' 25"    |
| 7    | Rik Van Looy (BEL)            | Faema                     | + 12' 38"    |
| 8    | Guillaume Van Tongerloo (BEL) | Faema                     | + 14' 18"    |
| 9    | Carlo Brugnami (ITA)          | Torpado                   | + 16' 05"    |
| 10   | Nino Defilippis (ITA)         | Carpano                   | + 16' 23"    |

### Zelena majica
| Poz. | Kolesar                 | Ekipa                     | Točke |
| ---- | ----------------------- | ------------------------- | ----- |
| 1    | Vito Taccone (ITA)      | Atala                     | 270   |
| 2    | Gabriel Mas (ESP)       | EMI                       | 130   |
| 3    | Imerio Massignan (ITA)  | Legnano                   | 120   |
| 4    | Hans Junkermann (GER)   | Gazzola–Fiorelli          | 70    |
| 4    | Jesús Galdeano (ESP)    | EMI                       | 70    |
| 4    | Angelo Conterno (ITA)   | Baratti                   | 70    |
| 7    | Guido Carlesi (ITA)     | Philco                    | 50    |
| 7    | Rik Van Looy (BEL)      | Faema                     | 50    |
| 7    | Charly Gaul (LUX)       | Gazzola–Fiorelli          | 50    |
| 10   | Edouard Delberghe (FRA) | Helyett–Fynsec–Hutchinson | 40    |
| 10   | Arnaldo Pambianco (ITA) | Fides                     | 40    |

### Ekipna razvrstitev
| Poz. | Ekipa                     | Točke |
| ---- | ------------------------- | ----- |
| 1    | Faema                     | 4959  |
| 2    | Torpado                   | 1964  |
| 3    | Ignis                     | 1787  |
| 4    | EMI                       | 1591  |
| 5    | Molteni                   | 1326  |
| 6    | Bianchi                   | 1137  |
| 7    | Baratti                   | 1010  |
| 8    | Helyett–Fynsec–Hutchinson | 950   |
| 9    | Fides                     | 849   |
| 10   | Atala                     | 838   |